# 메흐메드 파샤 소콜로비치 다리
비셰그라드의 메흐메드 파샤 소콜로비치 다리(보스니아어: Most Mehmed-paše Sokolovića, 크로아티아어: Most Mehmed-paše Sokolovića, 세르비아어: Мост Мехмед Паше Соколовића, Most Mehmed-paše Sokolovića, 튀르키예어: Sokullu Mehmet Paşa Köprüsü)는 11개의 석공 아치로 되어 있으며, 길이는 180m로 보스니아 헤르체고비나 비셰그라드의 드리나강을 가로질러 있다.
이 다리는 오스만 제국의 기념비적 건축물의 독특함의 정점을 나타내는 공학적 건축물이다. 다리는 1577년 완성되었으며, 소콜루 메흐메트 파샤(메흐메드 파샤 소콜로비치)의 명령으로 건축가 미마르 시난에 의해 건축되었다.

## 역사
민족적이고 공학적인 건축물인 것 외에도 비셰그라드 다리는 그가 담고있는 격동적인 역사로 유명하다. 제1차 세계 대전 시기에 3개의 아치가 파괴되었고, 제2차 세계 대전 동안에는 5개의 아치가 파괴되었지만 나중에 복원되었다. 보스니아 전쟁 동안에 1992년 비셰그라드 대학살의 수많은 시민들의 잔인한 학살의 장소가 되었던 다리이기도 하다.
다리는 보스니아 작가 이보 안드리치가 쓴 그의 가장 유명한 소설인 노벨상 수상작 《드리나강의 다리》에 등장한다. 유네스코는 비셰그라드 다리를 세계문화유산으로 지정하였다.